# Universität für Wissenschaft und Technik Yanbian

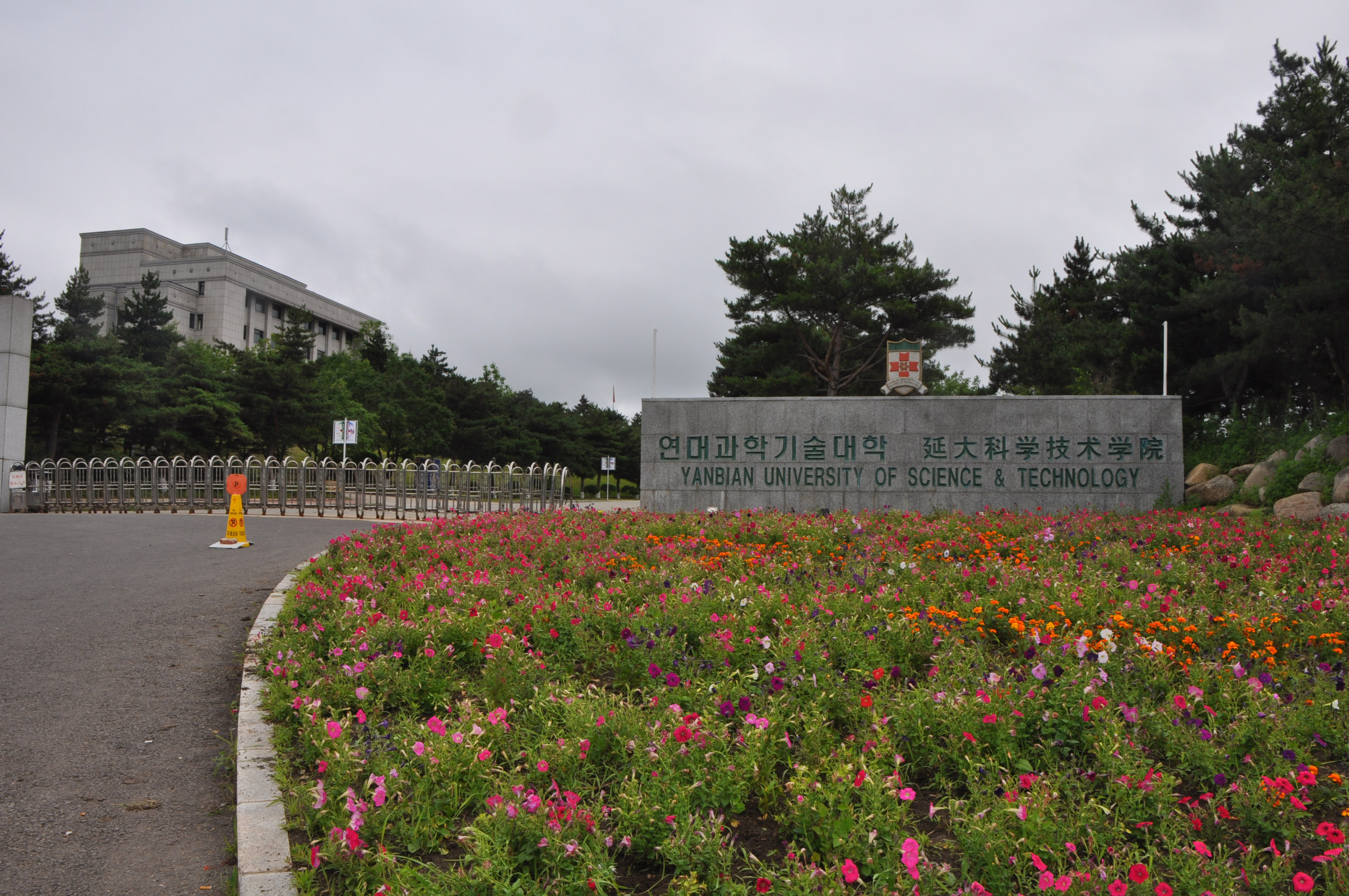
Tor zum Campus

Die Universität für Wissenschaft und Technik Yanbian (englisch: Yanbian University of Science and Technology, kurz: YUST; chinesisch 延边科技大学, Pinyin Yánbiān Kējì Dàxué; kor. 연대과학기술대학, Hanja 延邊科技大學, rev. Yeondae Gwahak Gisul Daehak, umgangssprachlich auch Yankeda (延科大,  Yánkēdà) genannt) ist eine Forschungsuniversität in der Stadt Yanji, in der nordostchinesischen Provinz Jilin. Sie ist die erste chinesische Joint-Venture-Universität im Autonomen Bezirk Yanbian.

## Geschichte
Die YUST ist aus einer Initiative der Northeast Asia Foundation for Education & Culture (deutsch: Nordostasiatische Stiftung für Bildung und Kultur) hervorgegangen, die Pläne für eine private koreanisch-chinesische Universität 1988 äußerte. Im Oktober 1989 wurde der Grundstein gelegt und die Bauarbeiten begannen. 1993 absolvierten die ersten 200 Studenten. Im Oktober 2010 eröffnete die Schwesteruniversität Universität für Wissenschaft und Technik Pyongyang in Pjöngjang.
Das North Korean Child Program (deutsch: Programm für Nordkoreanische Kinder) der YUST PUST Foundation und NAFEC Seoul wird von Mitarbeitern der Universität koordiniert. Diese kaufen Hilfsgüter in China ein und bringen sie nach Nordkorea.